# ネクストスター園田
ネクストスター園田（ネクストスターそのだ）は、兵庫県競馬組合が園田競馬場ダート1400mで施行する地方競馬の重賞競走である。

## 概要
2歳・3歳馬ダート競走の体系整備の中で明記された「2歳秋・3歳春に高額賞金の重賞級認定競走を新設」として明言された競走（いわゆるネクストスター競走）のうち、2歳秋に各競馬場で実施される競走のひとつである。
2022年まで同時期に施行されていた兵庫若駒賞（2023年より8月下旬へ）の特色を引き継いでおり、創設時より未来優駿シリーズの対象競走に指定されているほか、優勝馬に兵庫ジュニアグランプリの優先出走権が与えられている。

### 条件・賞金等（2023年）
出走条件
サラブレッド系2歳、兵庫（園田・西脇）所属。
- JRA所属時に出走経験のある馬および重賞級認定競走優勝馬は出走不可。また、地方他地区からの転入馬は転入後に兵庫で出走経験が必要。

負担重量
定量（牡騸55kg、牝54kg）
賞金額
1着1000万円、2着400万円、3着250万円、4着150万円、5着100万円。
優先出走権付与
1着馬に兵庫ジュニアグランプリの優先出走権が与えられる。

## 歴代優勝馬
| 回数  | 施行日         | 距離  | 優勝馬             | 性齢 | 所属 | 勝時計 | 優勝騎手 | 管理調教師 | 馬主       |
| ----- | -------------- | ----- | ------------------ | ---- | ---- | ------ | -------- | ---------- | ---------- |
| 第1回 | 2023年10月12日 | 1400m | マミエミモモタロー | 牡2  | 園田 | 1:32.9 | 川原正一 | 諏訪貴正   | 間宮さとこ |
| 第2回 | 2024年10月24日 | 1400m | オケマル           | 牡2  | 西脇 | 1:31.6 | 下原理   | 盛本信春   | 高橋文男   |

#### 各回競走結果の出典
- ネクストスター園田　歴代優勝馬- 地方競馬全国協会
- JBISサーチ
  - 2023年、2024年